# 藤沼亜起
藤沼 亜起（ふじぬま つぐおき、1944年11月21日 - ）は、日本の公認会計士。日本人初の国際会計士連盟会長や、日本公認会計士協会会長、中央大学大学院戦略経営研究科特任教授などを歴任した。

## 人物・経歴
東京都生まれ。1968年中央大学商学部卒業。井上達雄ゼミ出身。1969年堀江・森田共同監査事務所入所。1970年アーサーヤング公認会計士共同事務所入所。1985年国際会計士連盟（IFAC）国際監査実務委員会（IAPC）日本代表委員。1986年朝日新和会計社代表社員。1993年太田昭和監査法人代表社員。2000年に日本人として初めて国際会計士連盟（IFAC）会長に就任。2004年日本公認会計士協会会長、2005年IFRS財団評議員兼副議長。2007年 日本公認会計士協会相談役、東京証券取引所グループ取締役、東京証券取引所自主規制法人理事。2008年中央大学大学院戦略経営研究科特任教授、住友商事監査役、武田薬品工業監査役、野村ホールディングス取締役、野村證券取締役、住友生命保険取締役。2010年関西大学客員教授、セブン&アイ・ホールディングス監査役。2015年中央大学大学院ビジネススクールフェロー兼大学院アドバイザリー・ボードメンバー、旭日中綬章受章。2017年千葉学園監事。2018年日本公認不正検査士協会理事長。2019年塩野義製薬監査役。